# ITX (企業)
アイ・ティー・エックス株式会社は、日本のIT系商社で株式会社ノジマのグループ企業。
国内で携帯電話キャリアショップを運営する。

## 概要
1986年に日商岩井が傘下の電子回路基板などの販売会社として「株式会社サニック」を設立し、一時休眠会社となるが、2000年に日商岩井情報産業本部を分社化して再稼働する。2001年12月に大阪証券取引所ナスダック・ジャパンに上場した。
2004年にオリンパスが双日から株式を買収して子会社とする。
2009年に連結子会社の「アイ・ティー・テレコム株式会社」と合併する。
2011年にオリンパスが完全子会社とするが、2011年11月にオリンパス事件で経営状況が急速に悪化し、2012年9月に日本産業パートナーズへ約530億円で事業譲渡を決定した。2012年8月16日に設立した新会社が新旧分離方式で事業承継し、旧社は「インプレス開発株式会社」と商号変更して2013年12月に特別清算開始決定を受けた。
2015年3月に携帯電話販売店も営む家電量販店大手のノジマが、子会社のITN株式会社を通じて99％の株式を取得した。
2015年7月1日にITN株式会社がアイ・ティー・エックス株式会社を吸収合併し、ITX株式会社に商号変更した。
2017年12月1日に法人向けICT事業をテリロジーへ売却し、法人向けICT事業から撤退する。
2018年4月1日にノジマ子会社の西日本モバイル株式会社を吸収合併した。
現在はおもに携帯電話事業者のキャリアショップを運営し、2017年1月現在で日本国内に計500店舗、2021年現在で首都圏のauショップとソフトバンクショップから撤退している。